# Vice-versa, o una lezione per i padri
Vice-versa, o una lezione per i padri (Vice Versa: A Lesson to Fathers), pubblicato in Italia anche con il titolo Papà, mio figlio è un romanzo del 1882 di F. Anstey.

## Trama
Padre e figlio desiderano ardentemente di vivere l'uno la vita dell'altro, un sortilegio li accontenterà. Ma le due immedesimazioni non hanno lo stesso effetto: mentre il figlio risulta sfrontato, quasi al limite del cinismo nell'affrontare la vita del padre, non altrettanto può dirsi per il genitore, che invece si dimostra timoroso, scocciato, quasi spaventato nel calarsi nei panni dell'adolescente.

## Edizione italiana
La prima edizione italiana è del 1933, di 190 pagine, edita da B. Bemporad & F. di Firenze.

## Rivisitazioni
Il romanzo A ciascuno il suo corpo (1972) di Mary Rodgers, dal quale pure sono stati tratti tre film (nel 1976 un film della Disney, nel 1995 un film TV e nel 2003 un remake del film del 1976), altro non è che una rivisitazione in chiave moderna del libro di Anstey, caso in cui a scambiarsi i corpi sono madre (interpretata da Barbara Harris nel 1976 e da Jamie Lee Curtis nel remake del 2003) e figlia adolescente (interpretata da Jodie Foster nell'originale Disney del 1976).

## Trasposizioni cinematografiche
Il romanzo di Anstey è stato adattato per il cinema per la prima volta nel 1916, successivamente è stato adattato numerose altre volte, dando vita ad un vero e proprio sottogenere cinematografico, definito in lingua inglese Body swap movies (film sullo scambio di corpi). Considerando sia le versioni fedeli al libro (scambio di corpo tra padre e figlio), che le opere cinematografiche al romanzo comunque ispirate, si possono considerare appartenenti al sottogenere i seguenti film.
- L'errore del dio Chang (Turnabout, 1940)
- Vice versa (Vice Versa, 1948)
- Tutto accadde un venerdì (Freaky Friday, 1976)
- Il dubbio degli dei (Willy/Milly, 1986)
- Tale padre tale figlio (Like Father Like Son, 1987)
- Viceversa, due vite scambiate (Vice Versa, 1988)
- 18 Again! (1988)
- Un piccolo sogno (Dream a Little Dream, 1989)
- Nei panni di una bionda (Switch, 1991)
- Aiuto sono mia sorella (Wish Upon a Star, 1996)
- Nella sua pelle (Dating the Enemy, 1996)
- A Saintly Switch (1999)
- Aiuto sono un ragazzo (Hilfe, ich bin ein Junge, 2002)
- Hot Chick - Una bionda esplosiva (The Hot Chick, 2002)
- Quel pazzo venerdì (Freaky Friday, 2003)
- Boygirl - Questione di... sesso (It's a Boy Girl Thing, 2006)
- All screwed-up (2009)
- Cambio vita (The change-up, 2011)
- Thunderstruck - Un talento fulminante (Thunderstruck, 2012)
- Your Name. (Kimi no na wa, 2016)
- Leh lub salub rarng (เล่ห์ลับสลับร่าง, 2017)
- Moglie e marito (2017)
- Freaky (2020)